# Жанама (Алакольський район)
Жана́ма (каз. Жанама) — село у складі Алакольського району Жетисуської області Казахстану. Адміністративний центр Жанаминського сільського округу.
Населення — 892 особи (2021; 924 у 2009, 1526 у 1999, 1185 у 1989).